# Buddleja crispa
Buddleja crispa är en flenörtsväxtart som beskrevs av George Bentham. Buddleja crispa ingår i släktet buddlejor, och familjen flenörtsväxter. Inga underarter finns listade i Catalogue of Life.

## Bildgalleri

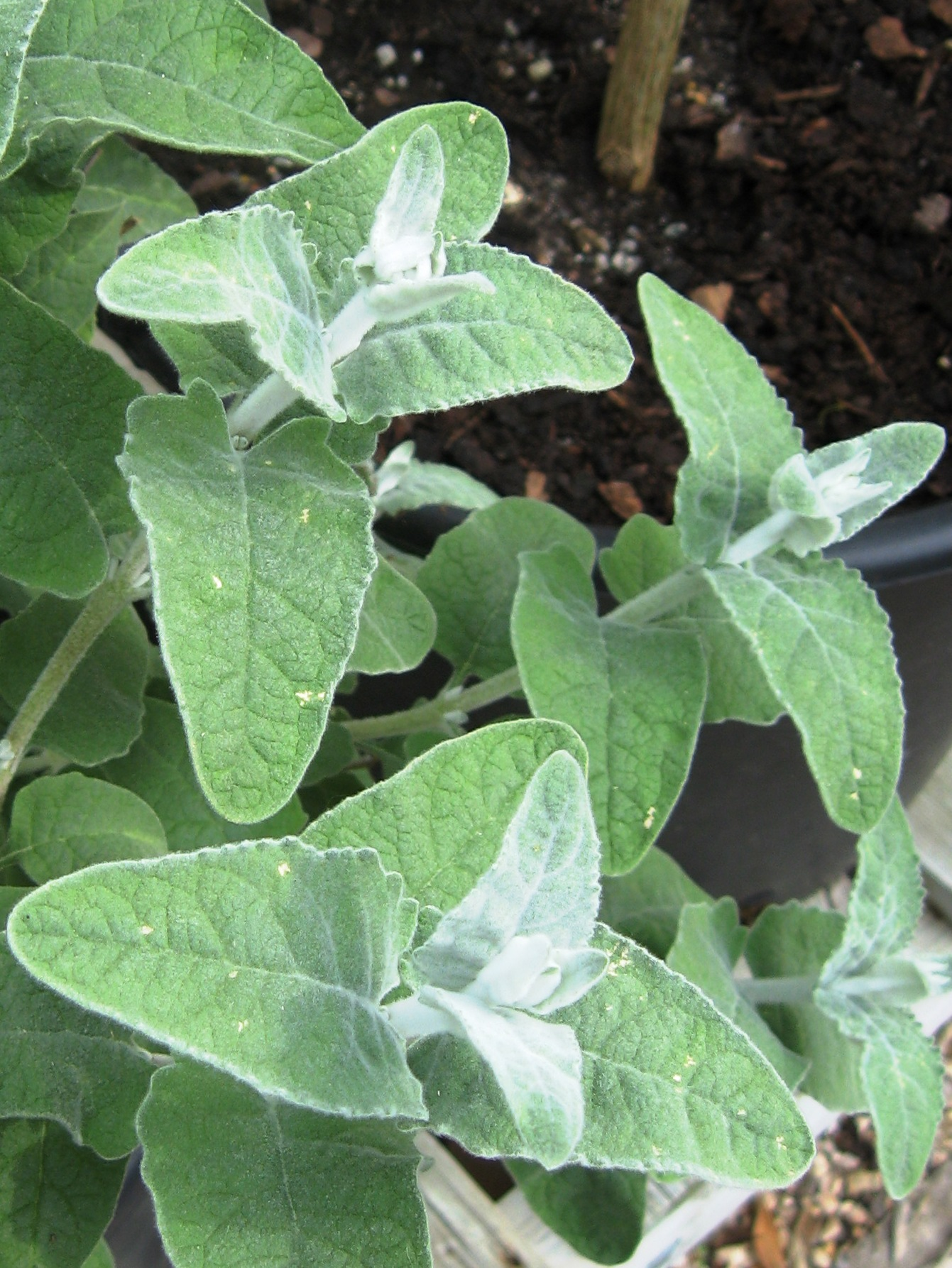